# Ortiporio
 Ortiporio  là một xã ở tỉnh Haute-Corse department of France on the island of Corse, Pháp. Xã này có diện tích 5 km², dân số năm 1999 là 113 người. Khu vực này có độ cao 700 mét trên mực nước biển. Xã này có chung tổng Alto-di-Casaconi với Monte, Volpajola, Campile, Olmo, Prunelli-di-Casacconi, Campitello, Canavaggia, Lento, Bigorno, Scolca, Crocicchia và Penta-Acquatella.